# Ruta de Illinois 148
La Ruta de Illinois 148, y abreviada IL 148 (en inglés: Illinois Route 148) es una carretera estatal estadounidense ubicada en el estado de Illinois. La carretera inicia en el oeste desde la IL 37     en Pulleys Mill hacia el este en la IL 37  , IL 142   en Mount Vernon. La carretera tiene una longitud de 88,3 km (54.85 mi).

## Mantenimiento
Al igual que las autopistas interestatales, y las rutas federales y el resto de carreteras estatales, la Ruta de Illinois 148 es administrada y mantenida por el Departamento de Transporte de Illinois por sus siglas en inglés IDOT.